# Yao Wei
Dans ce nom chinois, le nom de famille, Yao, précède le nom personnel.
Pour les articles homonymes, voir Yao.
Yao Wei, (chinois : 姚伟) née le 1er septembre 1997 à Fuyang, est une footballeuse chinoise qui évolue au poste de milieu de terrain. Elle joue dans l'équipe nationale depuis 2017.

## Statistiques de carrière

### International
Au 7 juin 2019.
| Équipe nationale | Année | Matchs joués | Buts |
| ---------------- | ----- | ------------ | ---- |
| Chine            | 2017  | 1            | 0    |
| Chine            | 2018  | 2            | 0    |
| Chine            | 2019  | 5            | 0    |
| Total            | Total | 8            | 0    |